# Râul Drăculea, Milășelu
Râul Drăculea este un afluent al râului Milășelu. 

## Hărți
- Harta județului Mureș